# Камера догорания

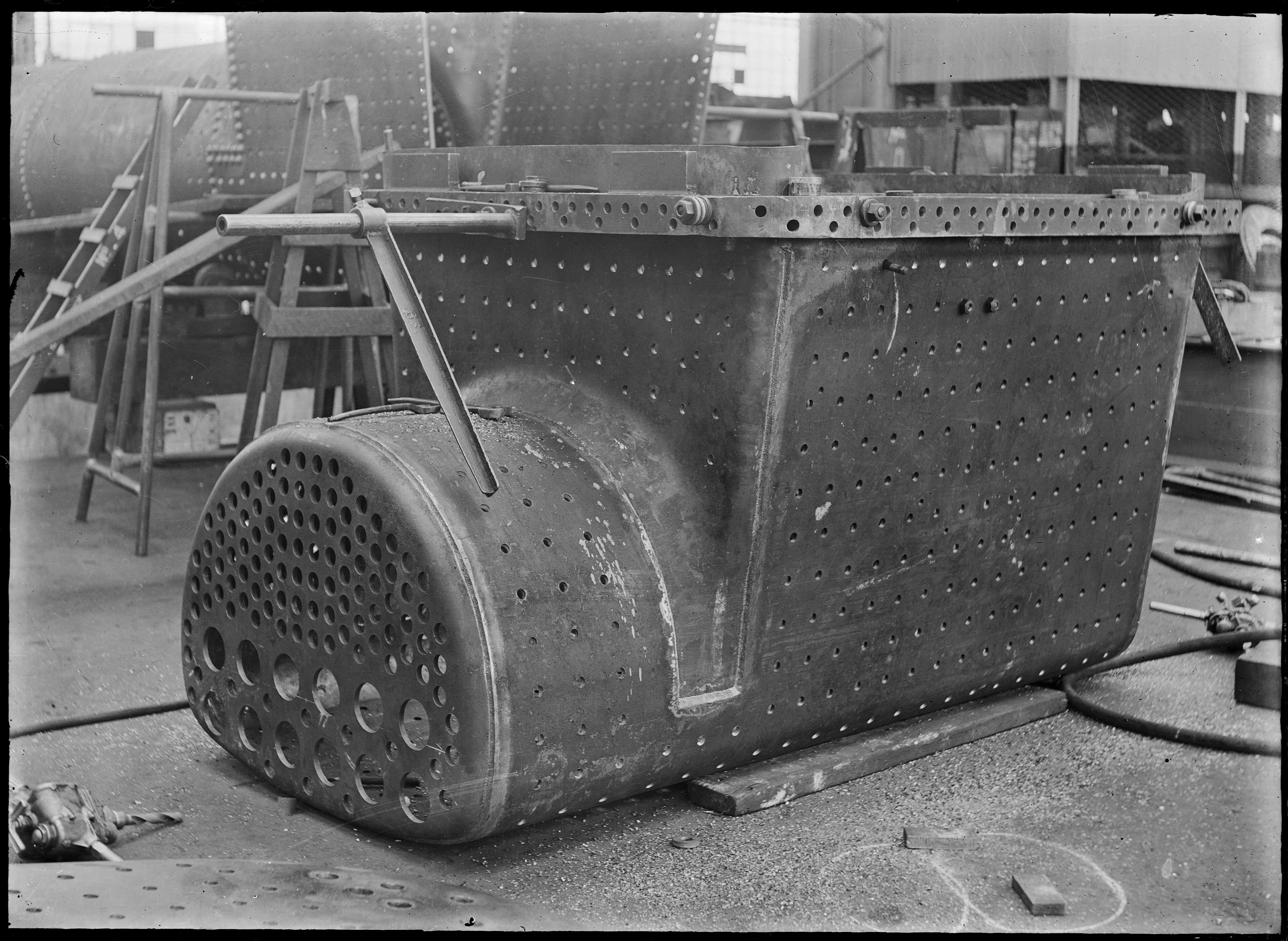
Вид на камеру догорания (топка находится в перевёрнутом положении)

Камера догорания конструктивно представляет собой коробку округлой формы, пристраиваемую спереди к топке и служащая для увеличения её объёма и поверхности.
Ранние паровозы имели топки, форма которых была близка к параллелепипеду (топка Бельпера). Такие топки имели большую высоту, а форма позволяла эффективно использовать объём. В результате в таких топках на каждый 1 м² поверхности колосниковой решётки приходилось до 5 м³ и более топочного пространства, то есть Hm/R=5. Дальнейшее повышение давления пара привело к необходимости применения топок с радиальным сводом, а увеличение диаметров колёс (для повышения технических скоростей) и повышение осевых нагрузок привело к необходимости увеличивать высоту боковин рамы, что приводило к необходимости снижения высоты топки (по условиям вписывания в габарит подвижного состава). Наконец применение низкокалорийных углей потребовало применения колосниковых решёток большой ширины (для увеличения площади при ограниченной длине), тогда как ширина топки в верхней части ограничена всё тем же габаритом подвижного состава, что приводит к необходимости применения топок со скошенными стенками. Из-за этого отношение Hm/R становится весьма малым, тогда как её минимальная величина для нормальной работы (в том числе и более оптимального сгорания топлива) топки должна составлять 4,1—4,3. Для таких случаев и было решено применить камеру догорания, которая увеличивает объём топки при сохранении размеров колосниковой решётки.
Хотя камера догорания и позволяет улучшить эффективность сгорания топлива, однако это мнение часто весьма преувеличивают, так как камера не находится непосредственно над слоем горящего топлива. Из преимуществ применения камеры догорания стоит также отметить и укорочение длин дымогарных и жаровых труб. Преимущество здесь заключается в том, что в противном случае, из-за повышенной длины, данные трубы могли бы начать провисать, а для устранения этого пришлось бы увеличивать их диаметр и толщину стенок, то есть увеличивать вес паровоза. К тому же укорочение трубчатой части котла со стороны топки позволяет снизить вес задней части паровоза (вес камеры догорания заметно ниже суммарного веса цилиндрической части котла такой же длины), то есть устранить перегруз задних осей. Это является ещё одной из причин применения камеры догорания.
В то же время, наличие камеры догорания усложняет саму топку, увеличивает её стоимость, а также понижает надёжность работы. Из-за этого увеличивается объём работ, проводимых при промывке котла. Из-за высоких температур и давлений, швы соединения топки и камеры догорания работают в очень тяжёлых условиях, поэтому конструкторы по возможности сделать топку и камеру догорания как одно целое, то есть с минимальных количеством деталей. Из-за этого на многих мощных паровозах оборудованных камерой догорания (например советский ЛВ) потолок топки и камеры делается одним листом.
Впервые камеру догорания стали применять на американских железных дорогах. На советских дорогах первые паровозы с такой камерой появились летом 1931 года и ими были Та и Тб американского производства. Непосредственно в самом советском паровозотроении первым паровозом с топкой оборудованной камерой догорания, стал ФД20-1, выпущенный в октябре 1931 года.